# St. Pete Beach (Florida)
St. Pete Beach is een plaats (city) in de Amerikaanse staat Florida, en valt bestuurlijk gezien onder Pinellas County.

## Demografie
Bij de volkstelling in 2000 werd het aantal inwoners vastgesteld op 9929.

## Geografie
Volgens het United States Census Bureau beslaat de plaats een oppervlakte van
51,5 km², waarvan 5,8 km² land en 45,7 km² water.

## Plaatsen in de nabije omgeving
De onderstaande figuur toont nabijgelegen plaatsen in een straal van 12 km rond St. Pete Beach.